# Théâtre Le Dôme

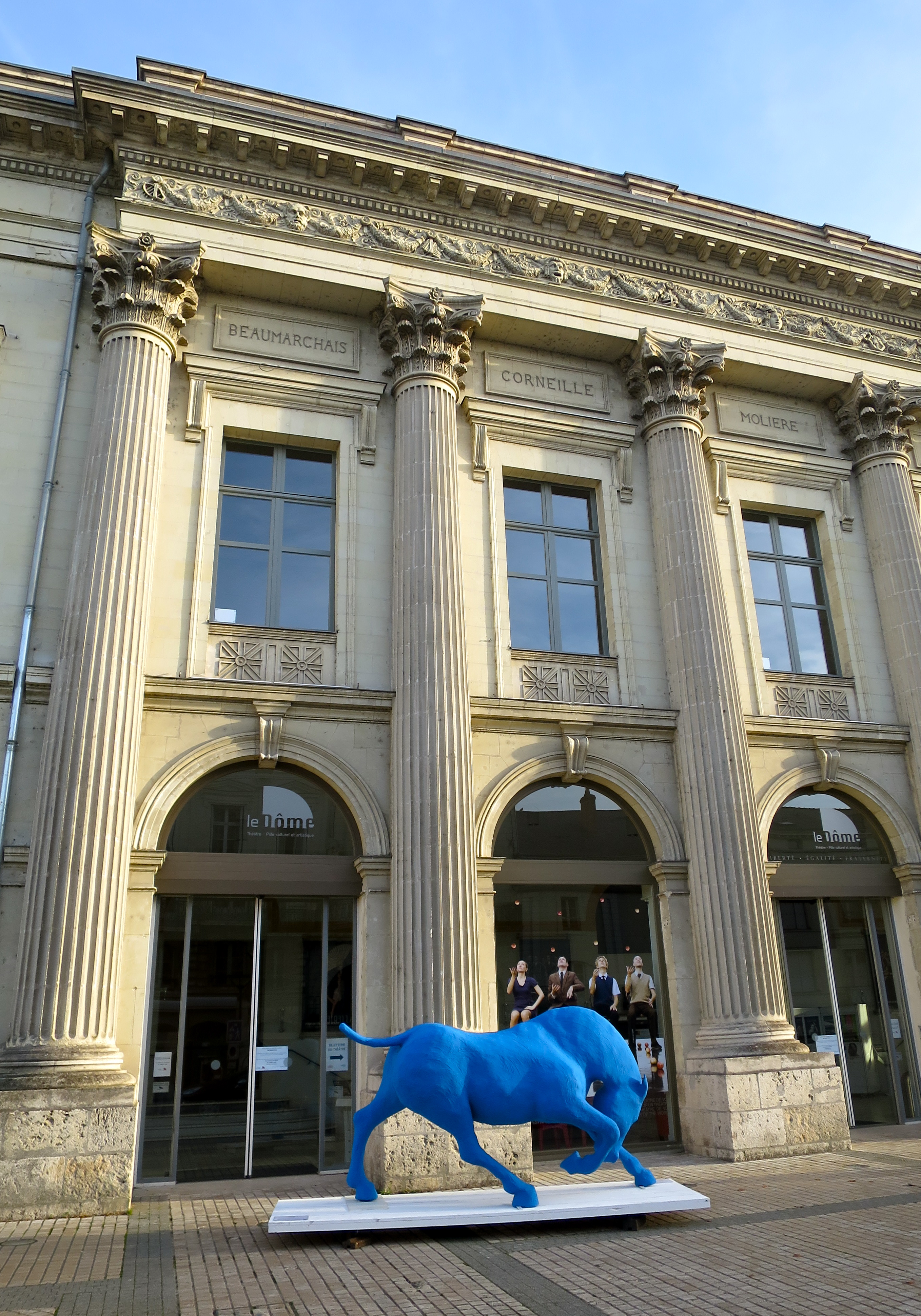
Façade latérale du Dôme

Le Théâtre Le Dôme ou simplement Le Dôme est une salle de spectacle à l'italienne situé à Saumur, dans le département du Maine-et-Loire, dans la Région Pays-de-la-Loire, en France.

## Histoire
Fort de son statut de ville de garnison, Saumur aménage ses berges et fait bâtir un premier théâtre dès 1788 à l'emplacement actuel, une halle et une promenade plantée sur ces quais. Ce bâtiment est démoli en 1863 puis remplacé au même endroit par un imposant édifice conçu par l'architecte de la ville, Charles-Joly Leterme. Les décors intérieur sont confiés à Antoine-Victor Barbereau, dit Saint-Léon. Le nouveau théâtre est inauguré en 1866.
En 1940, le bâtiment est endommagé par des bombardements et un nouveau plafond est réalisé par René Rabault en 1941.
En 2008, le théâtre ferme ses portes pour raisons de sécurité, et un vaste chantier de restauration et de modernisation est lancé en 2010. Le toit est rendu accessible et reconstruit sous la forme de dôme,.

## Bâtiment
Le bâtiment est un parallélépipède imposant en tuffeau et ardoise dans un grand néoclassicisme, entouré de trente colonnes corinthiennes. Les galeries accueillaient un marché couvert et une bourse de commerce,.
En sus de la salle à l'italienne, le bâtiment abrite l'École de Musique de Saumur Val de Loire, deux galeries d’exposition, un foyer du public, des salles pour les répétitions, les audition et les conférences, des loges, des locaux administratifs et une terrasse panoramique.

## Fonctionnement
Le théâtre est géré en régie directe par la Communauté d'agglomération Saumur Val de Loire.
Depuis 2021, la programmation est dirigée par Héloïse Gaillard, succédant à Silvio Pacitto.

## Voir également